# Žlutický kancionál

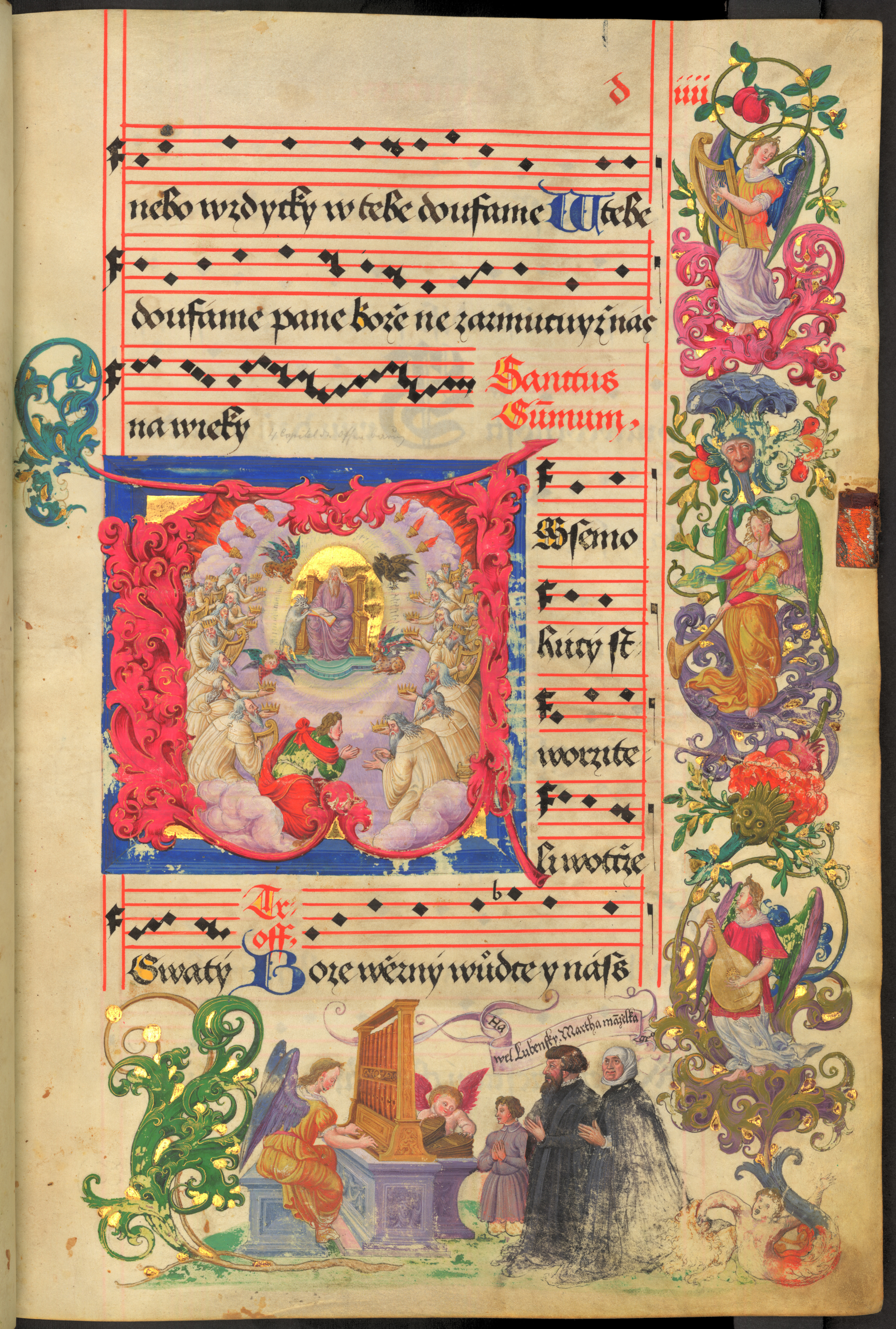
Žlutický kancionál (s. 66 r), Památník národního písemnictví v Praze

Žlutický kancionál (Žlutický graduál) je rukopisný utrakvistický zpěvník z roku 1558. Dnes se tento zpěvník charakterizuje jako graduál (odlišení graduálu a kancionálu nemusí být vždy jednoznačné a oba výrazy se běžně zaměňovaly). Je uložen v knihovně Památníku národního písemnictví (signatura TR I 27). Od 1. ledna 2016 je to národní kulturní památka. Faksimile kancionálu je součástí expozice žlutického muzea.

## Historie
Zpěvník si objednala městská obec Žlutice a tvorba byla svěřena písařské dílně Jana Táborského z Klokotské Hory. Písařskou práci (včetně notace) odvedl Vavřinec Bílý a iluminoval Fabián Puléř. Kodex je poměrně rozměrný (63 × 40 × 16 cm) a váží 28 kg. Knižní blok je tvořen pergamenovými listy (původně 494 listů, dnes dochováno 471). Od Puléře se dochovalo 16 miniatur s ilustracemi Nového zákona v iniciálách a též arabesky po stranách některých listů.

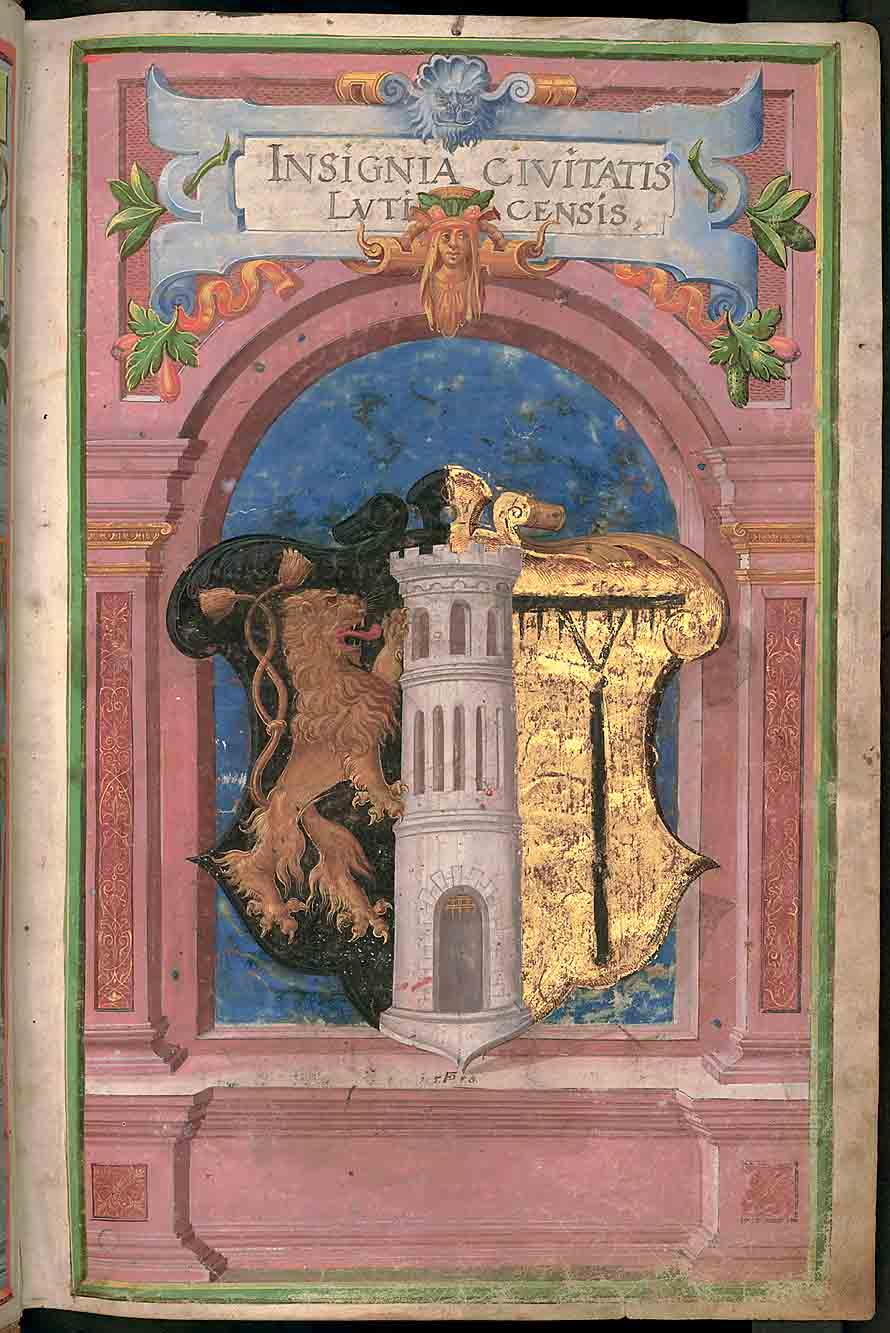
Znak města Žlutice z kancionálu

Kancionál obsahuje celostránkový znak Žlutic a celostránkové erby šlechtického rodu Plavenských z Plavna a Gerowa, hrabat z Míšně a Hartenštejna. Na čtvrté straně je v iniciále král modlící se k Bolestnému Kristu, svatý Václav a v dolní části bitevní scéna. Ve spodní části některých stran jsou vyobrazeni klečící donátoři s erby, většinou nižší šlechta z okolí Žlutic. Další ilustrace tvoří i scény z běžného života měšťanů. Během rekatolizace v 17. století byly poškozeny listy s podobami Mistra Jana Husa a Jeronýma Pražského.
Kancionál dala pořídit městská obec žlutická značným nákladem 283 kop grošů míšeňských, k nimž vrchnost přispěla 23 kopami, pro literátské bratrstvo. Majitel písmomalířské dílny v Praze Jan Táborský z Klokotské Hory, kde dílo vzniklo, ocenil její velkorysost, když veršoval: „Žlutičtí měšťané rozumným (tj. českým) dali jazykem nákladné sobě dělati knihy, tyto psáti, chtíce z nich zpívati.“ Písmo (česká bastarda) a notace pochází z ruky Vavřince Bílého.

## Iluminace
Iluminace jsou dílem významného malíře Fabiána Puléře z Ústí nad Labem. Zejména 16 miniatur v iniciálách a arabesky jsou vysoce hodnoceny. Nechybí znaky Žlutic a jednotlivých donátorů a cechů, výjevy ze Starého a Nového zákona i z života měšťanů (posvícení, porážka vola, nedělní odpočinek) ani vyobrazení osobností českých dějin svatého Václava, Mistra Jana Husa a Jeronýma Pražského (tato dvě v 17. století poničena) i samotných donátorů z řad měšťanů a nižších šlechticů ve městě či v okolí žijících.